# Usseau (Deux-Sèvres)
Pour les articles homonymes, voir Usseau.
Pour l’article ayant un titre homophone, voir Ussau.
Usseau est une ancienne commune du centre-ouest de la France située dans le département des Deux-Sèvres en région Nouvelle-Aquitaine.
Ses habitants sont appelés les Uxellois.

## Géographie
Usseau se situe dans le sud-ouest du département des Deux-Sèvres, limitrophe de la Charente-Maritime. Tout comme Mauzé-sur-le-Mignon, le chef-lieu du canton, la commune est traversée par le Mignon, un affluent de la Sèvre Niortaise.
Par Usseau passait l'ancienne voie romaine de Saintes en direction de Nantes et d'Angers.

### Hameaux et lieux-dits
La commune d'Usseau comprend six villages :
- Usseau
- Antigny
- le Grand Breuil
- Olbreuse
- le Plénisseau
- Ussolière
- Qunicampoix

### Communes limitrophes
|                                            | La Rochénard | La Foye-Monjault       |
| Mauzé-sur-le-Mignon                        | Usseau       | Prissé-la-Charrière    |
| Saint-Saturnin-du-Bois (Charente-Maritime) | Priaires     | Thorigny-sur-le-Mignon |

## Toponymie
Attestée sous la forme Ussellum en 1090.

## Histoire
Usseau a hérité d'un patrimoine gallo-romain important. Certaines découvertes archéologiques récentes témoignent de l'histoire millénaire de la commune et font l'objet d'expositions dans son centre culturel.
Signification du toponyme : voir Oisseau-le-Petit.
Le prieuré Saint-Pierre a été donné par Guillaume, seigneur d'Usseau à la fin du Xe siècle, à l'Abbaye Saint-Florent de Saumur. L'église abbatiale a été dévastée et remaniée durant les guerres de Religion.
La Renaissance a aussi marqué l'histoire d'Usseau. En effet, pendant les guerres de Religion, le bourg d'Usseau était un centre huguenot.
Le 1er janvier 2019, la commune fusionne avec Priaires et Thorigny-sur-le-Mignon pour former la commune nouvelle de Val-du-Mignon, dont la création est actée par un arrêté préfectoral du 19 septembre 2018.

### Découvertes archéologiques
Des sarcophages ont été trouvés :
- dans le cimetière médiéval, qui était situé derrière l'église et fut fouillé entre 1980 et 1982 ;
- plus au nord, dans le cimetière mérovingien, qui a fait l'objet d'une fouille étendue en 2001. Certains sarcophages taillés dans les blocs d'architecture romaine confirment l'ancienneté du bourg d'Usseau.

Aussi, une plaquette en pierre a été trouvée à Usseau avant 1907. Elle représente des dieux gaulois de la fécondité (fin du Ier siècle av. J.-C., début du Ier siècle).

## Politique et administration
| Période   | Période   | Identité             | Étiquette | Qualité |
| --------- | --------- | -------------------- | --------- | ------- |
| mars 2001 | mars 2008 | Paul-Maurice Degraie |           |         |
| mars 2008 | mars 2014 | Gilbert Golaz        |           |         |
| mars 2014 | juin 2020 | Sébastien Dugleux    |           |         |

## Démographie
À partir du XXIe siècle, les recensements réels des communes de moins de 10 000 habitants ont lieu tous les cinq ans. Pour Usseau, cela correspond à 2008, 2013, 2018, etc. Les autres dates de « recensements » (comme 2006, 2009, etc.) sont des estimations légales.
| 1793  | 1800  | 1806  | 1821  | 1831  | 1836  | 1841  | 1846  | 1851  |
| ----- | ----- | ----- | ----- | ----- | ----- | ----- | ----- | ----- |
| 1 030 | 1 032 | 1 125 | 1 201 | 1 230 | 1 248 | 1 212 | 1 354 | 1 251 |

| 1856  | 1861  | 1866  | 1872  | 1876  | 1881  | 1886  | 1891 | 1896 |
| ----- | ----- | ----- | ----- | ----- | ----- | ----- | ---- | ---- |
| 1 299 | 1 254 | 1 173 | 1 155 | 1 150 | 1 132 | 1 021 | 946  | 983  |

| 1901 | 1906 | 1911 | 1921 | 1926 | 1931 | 1936 | 1946 | 1954 |
| ---- | ---- | ---- | ---- | ---- | ---- | ---- | ---- | ---- |
| 968  | 925  | 917  | 834  | 805  | 800  | 757  | 749  | 782  |

| 1962 | 1968 | 1975 | 1982 | 1990 | 1999 | 2006 | 2008 | 2013 |
| ---- | ---- | ---- | ---- | ---- | ---- | ---- | ---- | ---- |
| 711  | 670  | 643  | 654  | 670  | 673  | 824  | 867  | 893  |

| 2016 | - | - | - | - | - | - | - | - |
| ---- | - | - | - | - | - | - | - | - |
| 884  | - | - | - | - | - | - | - | - |

## Économie
L’économie de la commune repose essentiellement sur l'agriculture et l'élevage. Elle abrite l’entreprise Moinier SA, spécialisée dans le commerce de gros de céréales et d'aliments pour le bétail.
Par ailleurs, à Usseau se trouvent aussi les ateliers de la SOMEBAT, entreprise de construction spécialisée dans la maçonnerie, la taille de pierre et la sculpture. La société a notamment participé aux travaux de rénovation de plusieurs édifices d'époque dans la région Poitou-Charentes et ses environs.

## Lieux et monuments

### Patrimoine religieux
- L'église fortifiée Saint-Pierre était primitivement l'église abbatiale du prieuré bénédictin Saint-Pierre. Cette église romane du XIIe siècle, qui présente des chapiteaux romans à gros masques, a été remaniée avec construction d'un chœur gothique. Elle a aussi été fortifiée et deux échauguettes encadrent la façade ouest. Elle renferme des pierres tombales (XVIIe – XVIIIe siècle) et des sarcophages médiévaux.

### Patrimoine civil
- Le château d'Olbreuse, inscrit monument historique depuis le 12 octobre 1973[6].
- L'ancien lavoir.
- Moulins en ruine.

## Équipements sportifs et culturels
- Le centre culturel.
- La salle des fêtes.
- L'école Éléonore.
- Le stade René Massé.
- Le terrain de tennis.
- Pour le tourisme, la plate-forme ULM.

## Personnalités liées à la commune
- Éléonore Desmier d'Olbreuse, née à Olbreuse en 1639, duchesse de Brunswick-Lunebourg-Celle et ancêtre des rois d'Angleterre.
- Sa fille, Sophie-Dorothée, épouse de George Ier.